# Julia Engelmann

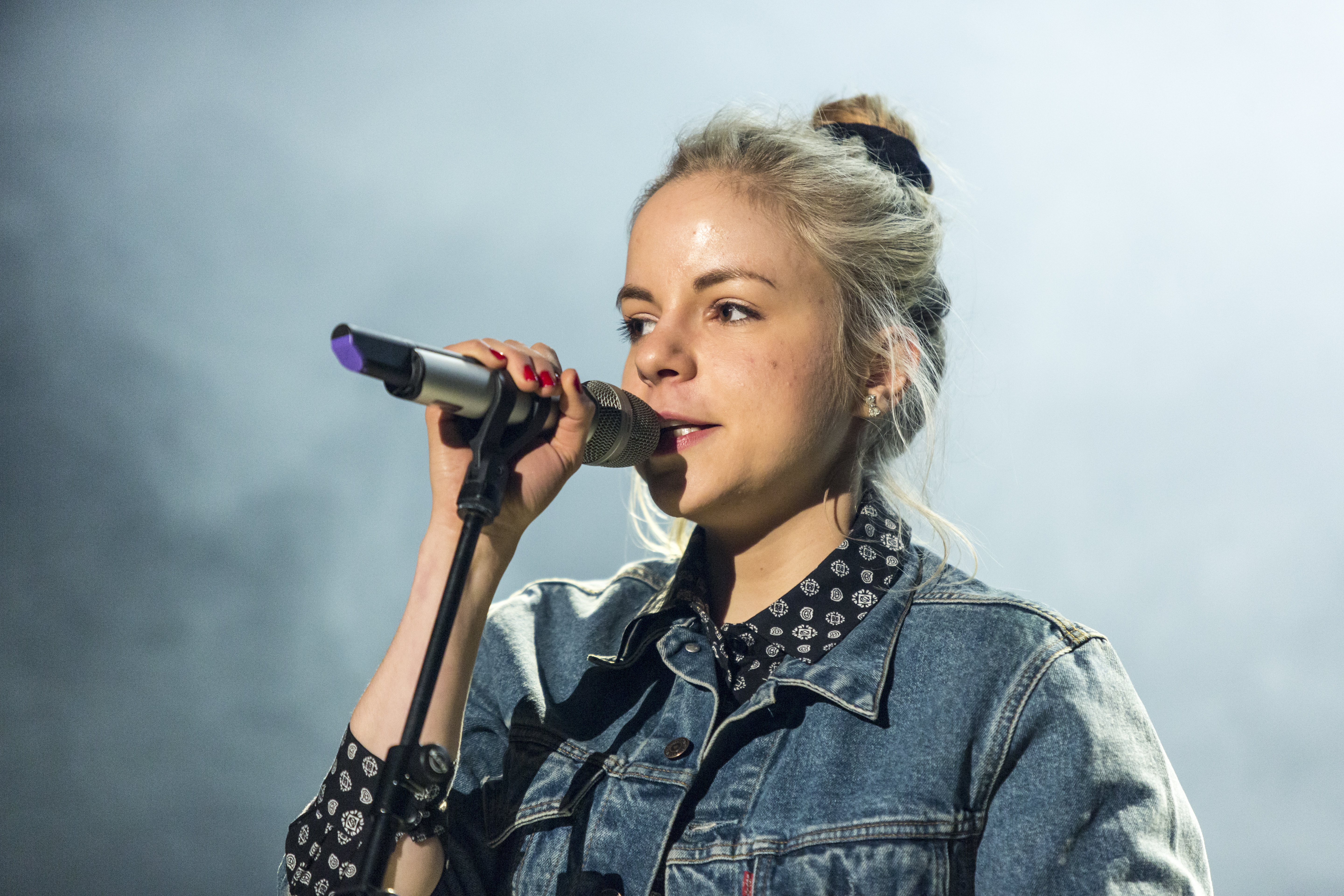
Julia Engelmann (2014)

Julia Engelmann (* 13. Mai 1992 in Elmshorn) ist eine deutsche Schauspielerin, Poetry-Slammerin, Dichterin und Sängerin.  

## Leben
Engelmann sammelte erste Schauspielerfahrungen an einem Jugendtheater. Zwischen 2006 und 2010 stand sie in mehreren Theaterstücken am Theater Bremen auf der Bühne. Vom 1. Oktober 2010 (Folge 1024) bis 19. Oktober 2012 (Folge 1544) spielte sie in der RTL-Soap Alles was zählt die Rolle der Eishockeyspielerin Franziska Steinkamp.
2010 gewann Engelmann zweimal nacheinander das Bremer Slammer-Filet und slammte infolgedessen beim Kunst-und-Musik-Festival MS Dockville. 2011 vertrat sie das Slammer-Filet bei den Niedersächsisch-Bremischen Landesmeisterschaften in Hannover.
In sozialen Netzwerken wurde Engelmann Anfang 2014 durch das virale Teilen einer Aufzeichnung ihres Auftritts beim 5. Bielefelder Hörsaalslam vom 7. Mai 2013 bekannt, in welchem sie inhaltlich zu einem bewussten Nutzen der Zeit (Carpe diem) aufruft. Ihr Text bezieht sich auf das Lied Reckoning Song des israelischen Folk-Rock-Musikers Asaf Avidan. Der Mitschnitt wurde bereits im Juni 2013 beim TV-Lernsender NRWision ausgestrahlt. Nachdem ein Blogger sechs Monate nach der Erstveröffentlichung des Videos darauf aufmerksam gemacht hatte, wurde es schlagartig bekannt und verzeichnete bis Ende 2020 allein auf YouTube über 13 Millionen Aufrufe.
Ihr Psychologiestudium brach Engelmann ab. 2015 begann sie als Sängerin mit Gitarre durch den deutschsprachigen Raum zu touren. Im Jahr 2017 erschien mit Poesiealbum ihr erstes Musikalbum, das auf Platz 9 der deutschen Albumcharts einstieg und ihr eine Nominierung für den Musikpreis Echo einbrachte. Sie veröffentlichte sechs Bücher mit ihrer Lyrik, die allesamt die Spiegel-Bestsellerliste erreichten. 2025 erschien mit Himmel ohne Ende ihr erster Roman.

## Diskografie
Studioalben

| Jahr | Titel Musiklabel          | Höchstplatzierung, Gesamtwochen, AuszeichnungChartplatzierungen (Jahr, Titel, Musiklabel, Platzierungen, Wochen, Auszeichnungen, Anmerkungen) | Höchstplatzierung, Gesamtwochen, AuszeichnungChartplatzierungen (Jahr, Titel, Musiklabel, Platzierungen, Wochen, Auszeichnungen, Anmerkungen) | Höchstplatzierung, Gesamtwochen, AuszeichnungChartplatzierungen (Jahr, Titel, Musiklabel, Platzierungen, Wochen, Auszeichnungen, Anmerkungen) | Anmerkungen                             |
| Jahr | Titel Musiklabel          | DE | AT | CH | Anmerkungen                             |
| ---- | ------------------------- | --- | --- | --- | --------------------------------------- |
| 2017 | Poesiealbum Polydor (UMG) | DE9 (7 Wo.)DE | AT21 (2 Wo.)AT | CH45 (1 Wo.)CH | Erstveröffentlichung: 3. November 2017  |
| 2023 | Splitter Polydor (UMG)    | DE15 (1 Wo.)DE | — | — | Erstveröffentlichung: 8. September 2023 |

## Filmografie
- 2008: Summertime Blues
- 2010–2012: Alles was zählt (Fernsehserie, 79 Folgen)
- 2015: Ich bin dann mal weg
- 2018: Asphaltgorillas

## Veröffentlichungen
- Eines Tages, Baby: Poetry-Slam-Texte. Goldmann Verlag, München 2014, ISBN 978-3-442-48232-0.
- Wir können alles sein, Baby. Goldmann Verlag, München 2015, ISBN 978-3-442-48408-9.
- Jetzt, Baby. Goldmann Verlag, München 2016, ISBN 978-3-442-48568-0.
- Keine Ahnung, ob das Liebe ist. Goldmann Verlag, München 2018, ISBN 978-3-442-48854-4.
- Keine Ahnung, ob das richtig ist. Goldmann Verlag, München 2019, ISBN 978-3-442-48972-5.
- Keine Ahnung, was für immer ist. Goldmann Verlag, München 2020, ISBN 978-3-442-49133-9.
- Lass mal an uns selber glauben. Goldmann Verlag, München 2021, ISBN 978-3-442-31642-7.
- Die Welt mit deinen Augen. Goldmann Verlag, München 2022, ISBN 978-3-442-49287-9.
- Himmel ohne Ende. Roman. Diogenes Verlag, Zürich 2025, ISBN 978-3-257-07323-2.

## Auszeichnungen
- 2015 LovelyBooks Leserpreis in der Kategorie Bestes Hörbuch für Wir können alles sein, Baby